# 로베르트 즈멜리크
로베르트 즈멜리크(체코어: Robert Změlík, 1969년 4월 19일~)는 체코의 육상 선수로 주 종목은 10종경기이다. 1992년 하계 올림픽 10종경기 종목에서 금메달을 획득했다. 또한 세계 실내 선수권 대회에서 금메달 1개, 은메달 1개 유럽 실내 선수권 대회에서 은메달 1개를 획득했다. 현역 은퇴 후에는 식료품 사업가와 정치인으로 활동했다.